# Ànima bessona
Ànima bessona és un terme romàntic per definir una gran afinitat entre dues persones en el camp afectiu, amistós, amorós, sexual o espiritual. Alguns corrents de les creences de la Nova Era o esotèriques ho interpreten en un sentit més literal entenent que la gent realment neix unida per algun tipus d'unió mística a una altra persona. Des de la psicologia social alguns autors caracteritzarien aquestes expressions com pròpies d'un cert tipus d'amor romàntic, entre altres tipus d'arquetip amatori.
Una història d'ànimes bessones, presentada per Aristòfanes en El Simposi de Plató, és que els humans es componien inicialment de quatre braços, quatre cames, i un sol cap fet de dues cares, però Zeus temorós del seu poder, els dividí en dues parts, condemnant-los a passar les seves vides a la recerca de l'altra meitat per a la seva realització.